# Беднарж, Роман
Ро́ман Бе́днарж (чеш. Roman Bednář; род. 26 марта 1983 года, Прага) — чешский футболист, атакующий полузащитник и нападающий.

## Клубная карьера

### В Чехии
Родившийся в Праге Роман начал футбольную карьеру в молодёжном составе клуба «ЧФК Прага», затем попал в команду Гамбринус Лиги «Богемианс Прага», за которую начал выступать с 1998 года. В 2002 году после того, как игрок не попал в основной состав «Богемианса», Беднарж решил попробовать свои силы во втором по силе чешском дивизионе, в клубе «Млада-Болеслав». Сезон 2003/04 получился на редкость удачным — игрок стал лучшим бомбардиром команды, забив 10 мячей, а «Млада-Болеслав» стала чемпионом второй лиги.
В сезоне 2004/05 Беднарж привлёк внимание литовских скаутов, забив 6 мячей за «Младу-Болеслав», чем помог команде закрепиться в Гамбринус Лиге. В этом сезоне Роман развивал все навыки — стал физически крепче, учился играть в пас и т. д.

### Харт оф Мидлотиан
27 июля 2005 года «Харт оф Мидлотиан» объявили о переходе Беднаржа, сделка была заключена на один год, а игрок был взят в аренду у ФК «Каунас». Игрок сумел отличиться в дебютном матче против «Килманрока», а также забил в гостевом матче против «Данди Юнайтед», в котором его команда победила со счётом 3:0. Народная любовь пришла к Роману после единственного гола в домашнем противостоянии с «Рейнджерс». Однако в этой игре он получил тяжелую травму колена, которая помешала ему сыграть в большей части чемпионата. Возвращение состоялось только 26 ноября в игре против «Мотеруэлла», которая для его команды закончилась вничью 1:1. Его игра помогла клубу удачно выступить в сезоне 2005/06 и завоевать Кубок Шотландии.
На старте сезона 2006/07 в Шотландии Беднарж трижды отличился — два мяча из них пришлись на домашний матч против «Селтика», который завершился со счётом 2:1.

### Вест Бромвич Альбион
Свой первый гол за «Вест Бромвич Альбион» Беднарж забил 15 октября 2007 года, дважды отличившись в игре резервистов «Вест Брома» против «Линкольн Сити». Команда победила 4:1. 24 октября игрок сделал хет-трик в игре резервистов «Вест Брома» против резервистов «Олдем Атлетик», матч закончился со счётом 6:1. Дебют за главную команду состоялся 3 ноября 2007 года, когда Роман вышел на замену в игре против «Уотфорда», который закончился победой «Вест Брома» со счётом 3:0. В январе 2008 года Беднарж забил решающий гол в серии пенальти в игре против «Чарльтон Атлетик» в третьем раунде Кубка Англии. В январе 2008 года Беднарж был признан игроком месяца в Мидленде. Сезон 2007-08 в Англии завершился для игрока с 17 мячами в 22 играх.
Так как за «Вест Бром» Беднарж выступал на правах аренды, клуб решил воспользоваться опцией его покупки. Контракт был заключен на три года, а «Хартс» получил от «Вест Бромвича» £2,3 млн, а также £200,000 в качестве арендной платы за предыдущий сезон. Летом 2008 года игрок перенес операцию по удалению грыжи.
В мае 2009 года «Вест Бромвич» приостановил действие контракта с игроком, так как тот подозревался в продаже наркотиков. Следующий месяц он провел в полиции Восточного Мидленда, которая расследовала инцидент с наркотиками — у Беднаржа было обнаружено некоторое количество наркотиков «класса А» (кокаин), а также «класса Б» (марихуана). Футбольная Ассоциация дала разрешение на продолжение выступлений игрока после освобождения, в итоге он вернулся к тренировочному процессу 17 августа 2009. 26 августа он вернулся в команду, выступив в августовском матче Кубка Карлинга против «Ротерем Юнайтед». Три дня спустя он забил оба гола «Вест Бромвича» в игре против «Шеффилд Юнайтед», однако была добыта лишь гостевая ничья (2:2). 17 октября 2009 года в самом начале матча против «Рединга» Беднарж получил травму. К тренировкам он вернулся уже через неделю, а 31 октября вышел на замену в игре против «Уотфорда» — команда выиграла со счётом 5:0. 24 ноября 2010 года Беднарж был отдан в аренду «Лестер Сити», аренда заканчивалась в январе 2011. Дебют за новый клуб состоялся 29 ноября в игре против «Ноттингем Форест», а его команда одержала победу 1:0.
В январе 2011 года команда «Бристоль Сити» сделала предложение о покупке игрока за £1,2 млн, однако сам игрок был против перехода. В итоге Беднарж оказался в турецком «Анкарагюджю», который взял игрока в аренду на сезон 2010/11.
После завершения аренды Беднарж вернулся в «Вест Бромвич Альбион», а клуб воспользовался опцией о продлении контракта на сезон 2011/12. При этом его прошлый номер в команде (9) оказался занят, его получил Шейн Лонг, в итоге Беднарж выбрал новый номер (43).

### Блэкпул
28 января 2012 года Беднарж в статусе свободного агента подписал контракт на шесть месяцев с «Блэкпулом». Дебют состоялся через три дня в игре против «Ковентри Сити», в которой он вышел на замену.

### Спарта
С начала 2013 до 2015 года выступал за пражскую «Спарту».

### Пршибрам
В январе 2015 года на правах аренды перешёл в клуб «Пршибрам» из одноимённого города. После чего подписал с клубом трёхлетний контракт. В июле 2016 года завершил карьеру футболиста.

## Международная карьера
В составе национальной сборной Чехии дебютировал 16 августа 2006 года в игре против команды Сербии, игра завершилась со счётом 3:1 в пользу сербов.

### Статистика выступлений за сборную
| Матчи Романа Беднаржа за сборную Чехии | Матчи Романа Беднаржа за сборную Чехии | Матчи Романа Беднаржа за сборную Чехии | Матчи Романа Беднаржа за сборную Чехии | Матчи Романа Беднаржа за сборную Чехии | Матчи Романа Беднаржа за сборную Чехии | Матчи Романа Беднаржа за сборную Чехии |
| -------------------------------------- | -------------------------------------- | -------------------------------------- | -------------------------------------- | -------------------------------------- | -------------------------------------- | -------------------------------------- |
| №                                      | Дата                                   | Оппонент                               | Счёт                                   | Голы                                   | Соревнование                           |                                        |
| 1                                      | 16 августа 2006                        | Сербия                                 | 1 : 3                                  | -                                      | Товарищеский матч                      |                                        |
| 2                                      | 19 ноября 2008                         | Сан-Марино                             | 3 : 0                                  | -                                      | Отборочный матч ЧМ-2010                |                                        |
| 3                                      | 11 февраля 2009                        | Марокко                                | 0 : 0                                  | -                                      | Товарищеский матч                      |                                        |
| 4                                      | 11 августа 2010                        | Латвия                                 | 4 : 1                                  | 1                                      | Товарищеский матч                      |                                        |
| 5                                      | 7 сентября 2010                        | Литва                                  | 0 : 1                                  | -                                      | Отборочный матч ЧЕ-2012                |                                        |
| 6                                      | 8 октября 2010                         | Шотландия                              | 1 : 0                                  | -                                      | Отборочный матч ЧЕ-2012                |                                        |
| 7                                      | 12 октября 2010                        | Лихтенштейн                            | 2 : 0                                  | -                                      | Отборочный матч ЧЕ-2012                |                                        |
| 8                                      | 17 ноября 2010                         | Дания                                  | 0 : 0                                  | -                                      | Товарищеский матч                      |                                        |

## Достижения
«Хартс»
Обладатель Кубка Шотландии: 2006.
 «Спарта» Прага
- Чемпион Чехии: 2013/14
- Обладатель Кубка Чехии: 2013/14
- Обладатель Суперкубка Чехии: 2014